# Nyctimystes humeralis
Nyctimystes humeralis  es una gran rana de árbol de la familia Pelodryadidae de la isla Nueva Guinea. Vive en las montañas de Indonesia y Papúa Nueva Guinea. Los científicos las han visto en muchos lugares en las montañas del centro de la isla, entre 600 y 1500 metros sobre el nivel del mar.
Esta rana es muy grande: el macho adulto mide diez centímetros de largo. La rana macho tiene dos almohadillas en cada primer dedo, llamadas almohadillas nupciales. Esta rana es la única en el género Nyctimystes que tiene púas en los huesos del húmero, y solo la rana macho las tiene. Esta rana es de color verde brillante con algo de amarillo en sus patas y parte trasera.